# Birgitte Lersbryggen
Birgitte "Big" Lersbryggen, född 21 februari 1975, är en norsk ishockey- och innebandyspelare. 

## Innebandy
Som innebandyspelare har Lersbryggen flera SM-guld med Balrog och var under många säsonger Elitseriens bästa forward. 2002 vann hon Elitseriens poängliga med 62 poäng. Hon gjorde totalt 73 poäng (44 mål + 29 assist) på 51 landskamper i det norska landslaget där hon debuterade 1995 och blev uttagen till All star team i VM 1997, 1999 och 2001. 2005 tvingades hon avsluta karriären grund av hälseneproblem men gjorde comeback i elitserien 2010.

## Ishockey
Säsongen 2008/2009 spelade Lersbryggen ishockey i Segeltorps IF och blev SM-silvermedaljör efter att ha varit med om att förlora finalen mot AIK med 0-5. Tidigare har hon ett SM-guld i ishockey med FoC Farsta från 1997 samt ett brons med Furuset Ishockey 1999 i norska mästerskapen. Hon spelade i det norska landslaget i OS-kvalet i november 2008. 

## Fotboll
Lersbryggen har också spelat sex F16-landskampar i fotboll för Norge 1991.

## Övrigt
Lersbryggen fungerade 2006 som expert i TV-studion under SVT:s sändningar av innebandy-VM.

## Privatliv
Lersbryggen har varit gift med den tidigare Balrog-tränaren Bruno Lundberg med vilken hon har ett barn. Hon arbetar som produktspecialist på Nike Sweden AB.

## Klubbar

### Innebandy
- Södertälje IBK 2011–2012[5]
- Balrog B/S IK 1999–2005, 2008–2010
- Älvsjö AIK 2008
- Huddinge IBS 2007
- Tunet IBK, Norge –1999[6]

### Ishockey
- Segeltorps IF 2008–2009
- Jordal Ishockeyklubb 2008
- Furuset Hockey 1998–2000
- FoC Farsta 1996–1997
- Vålerengen Ishockey 1993–1996